# Kotowiecko
Kotowiecko – wieś w Polsce położona w województwie wielkopolskim, w powiecie ostrowskim, w gminie Nowe Skalmierzyce, na Wysoczyźnie Kaliskiej, w Kaliskiem, ok. 7 km od Nowych Skalmierzyc, ok. 10 km od Kalisza.
Osadą wsi jest Pawłówek.

## Podział administracyjny
W XIX wieku miejscowość należała administracyjnie do powiatu pleszewskiego. W latach 1954–1971 wieś należała i była siedzibą władz gromady Kotowiecko, po jej zniesieniu w gromadzie Skalmierzyce. W latach 1975–1998 do województwa kaliskiego, od 1999 do powiatu ostrowskiego.

## Historia
Znane od 1402 roku jako Kotojedzko. Od 1537 roku wieś była w posiadaniu szlachty zaściankowej – Kotowieckich i Kucharskich.
W XVIII wieku Kotowiecko było własnością Ignacego Chmielewskiego herbu Wieniawa (1729 rok), wojskiego kaliskiego Andrzeja Bogdańskiego herbu Prus III (1776 rok) oraz Ludwika Bogdańskiego (1789 rok). We wsi było 13 chałup, dwór, karczma, mielcuch, pobudowana owczarnia, stodoły i obory. Pod koniec wieku miejscowość liczyła 20 domów i 132 mieszkańców.
W 1812 roku miejscowość przejął radca departamentowy Kajetan Morawski. Według Słownika geograficznego Królestwa Polskiego z 1883 roku w miejscowości było 14 domów i 101 mieszkańców, a posiadłość liczyła 9 domów i 174 mieszkańców.
Pod wsią odkryto skarb w formie monet rzymskich z I i II wieku.
W 1903 roku Kotowiecko przejął Ferdynand von Lekov z Głósek, a następnie Elżbieta Lekov (do 1945 roku). Majątek w 1907 roku liczył 732 ha, czynna była mleczarnia i gorzelnia oraz istniało połączenie tramwajem konnym z Biniewem. W Kotowiecku uprawiano m.in. ziemniaki, pszenicę, żyto, owies, buraki cukrowe oraz cykorię – zatrudnionych było na stałe 60 robotników folwarcznych i 150 sezonowych. W 1928 roku na potrzeby majątku czynna była piekarnia i rzeźnia oraz kasyno dla urzędników. Po II wojnie światowej majątek przeszedł w posiadanie państwa.
Do roku 1936 we wsi funkcjonowała prywatna elektryczna kolej normalnotorowa o długości 3 km, na trasie Kotowiecko – Żakowice – Głóski. Istniała również kolej z wagonami silnikowymi, kursująca z Ociąża przez Kotowiecko do wsi Kucharki.

## Zabytki
Obiekty wpisane do rejestru zabytków nieruchomych województwa wielkopolskiego:
- zespół dworski:
  - dwór z 1842 roku, przebudowany w 1913 roku
  - park założony w XVIII wieku

## Edukacja
- Zespół Szkolno-Przedszkolny:
  - Publiczne Przedszkole
  - Szkoła Podstawowa im. Janusza Korczaka

## Komunikacja publiczna
Dojazd autobusami Kaliskich Linii Autobusowych, linia podmiejska nr 17 (Kalisz – Kotowiecko).